# Kubanischer Knochenhecht
Der Kubanische Knochenhecht (Atractosteus tristoechus, spanisch: Manjuarí) ist eine Fischart aus der Familie der Knochenhechte (Lepisosteidae), die endemisch im Westen Kubas und auf der nahen Isla de la Juventud vorkommt. Von manchen Autoren wird die Art als konspezifisch mit dem Alligatorhecht (Atractosteus spatula) angesehen. Sie ist essbar und wird mit Netzen und Angeln befischt, ihr Laich ist allerdings giftig.

## Merkmale
Kubanische Knochenhechte erreichen eine Körperlänge von durchschnittlich etwa einem und maximal über zwei Metern. Der Körper ist annähernd zylindrisch und auf der Rückenseite dunkler als auf der Bauchseite. Die Rücken- und Afterflosse sitzen weit hinten am Körper. Die Brust- und Bauchflossen sitzen sehr tief, die Schwanzflosse ist leicht asymmetrisch gerundet. Alle Flossen weisen nur Weichstrahlen auf. Der gesamte Körper ist von rautenförmigen, nicht überlappenden Ganoidschuppen bedeckt. Vor der Rückenflosse liegen 49 bis 51 Schuppen, entlang der Seiten 56 bis 62 Reihen. Die Schnauze ist verlängert und trägt die Nasenöffnungen an der Spitze. Innerhalb der Knochenhechte ist sie mit maximal 60 % der Kopflänge relativ kurz und breit. Die Zähne sitzen in zwei Reihen je Kieferseite. Die Kiemenreuse weist auf dem ersten Kiemenbogen 67 bis 81 verzweigte Strahlen auf.

## Lebensweise
Die Art hält sich vorwiegend in Süßwasserseen und Flüssen auf und ernährt sich vorwiegend von Fischen, erbeutet aber gelegentlich auch Wasservögel.